# Горец (вселенная)

Постер фильма «Горец».

«Го́рец» (англ. Highlander) — популярная научно-фантастическая вселенная, созданная писателем/сценаристом Грегори Уайденом и включающая на сегодняшний день пять полнометражных фильмов, два телесериала, мультипликационный сериал, анимационный флеш-фильм, 14 романов, большое количество комиксов.

## Сюжет
Главные персонажи «Горцев» — т. н. Бессмертные. Это обычные представители человеческой расы, если не считать того, что они не стареют, у них практически мгновенно заживают раны и они могут умереть, только если отрубить им голову. Кроме того, они не могут иметь детей. Последний оставшийся в живых Бессмертный должен получить некую награду, ради которой между Бессмертными идёт постоянная война. Сюжет вращается вокруг охоты Бессмертных за головами, исторических реминисценций и воспоминаний героев, проживших долгую жизнь (некоторые флэшбэки отсылают даже ко временам Ассиро-Вавилонии), а также мистической составляющей их бессмертия (в одном из кинофильмов оно объясняется отправлением изгнанников-бессмертных из будущего Земли, где все люди не стареют, пока рядом хоть один из бессмертных).

### Обретение Бессмертия
Бессмертные рождаются (хотя в сериале, когда затрагивалась родословная бессмертных, оказывалось, что они все были приёмными детьми, таким образом авторы не отрицают версию второго фильма) обычными людьми и, теоретически, могут умереть от старости или болезни. Но если они встретят быструю насильственную смерть, то вскоре воскреснут — по-настоящему Бессмертными, всегда остающимися в том возрасте, в котором встретили смерть. Именно поэтому большинство Бессмертных выглядят как люди молодого или среднего возраста, хотя встречаются и Бессмертные дети. Новые Бессмертные появляются во все эпохи, включая наши дни, но, по-видимому, ко времени Сбора их должно рождаться всё меньше, а затем они и вовсе прекратят появляться. Как и состоявшиеся Бессмертные, потенциальные Бессмертные не могут иметь детей.

### Игра
Когда один бессмертный отрубает голову другому, то животворная сила убитого (знания, умения, опыт) переходят к убийце. Поэтому многие Бессмертные ведут охоту за головами, что и составляет суть Игры, в результате которой должен остаться только один. Впрочем, многие самоустраняются из Игры и вступают в схватки только тогда, когда на них нападают (например, Дункан Маклауд и Митос) или вовсе веками не покидают Святую землю (например, Дарий), где ни один Бессмертный не посмеет убить другого.

### Приз
Победитель в Игре, последний Бессмертный должен получить Приз, но никто из них не знает, в чём он состоит. Согласно финалу первого фильма победителем стал Коннор Маклауд. Он получил доступ к мыслям каждого живущего человека, а также стал смертным и состарился. Впрочем, сериал и другие продолжения игнорируют первый фильм и, возможно, несут другое представление о Призе.

### Оживление (Quickening)
Как правило, под этим термином понимается животворная сила Бессмертного и/или процесс её перехода от убитого Бессмертного к убийце. Чаще всего изображается в виде серии электрических разрядов, исходящих из тела убитого и направленных на убийцу. При этом бьются стёкла, воспламеняется дерево и наблюдаются прочие разрушения. Если Бессмертного убивает смертный (например, когда Хортон убил Дария), животворная сила просто пропадает или переходит к бессмертному, оказавшемуся в тот момент рядом. В сериале также освещается тема того, как сила убитого может изменить убийцу в лучшую или худшую сторону, превратить благородного Бессмертного в злодея и подлеца, или наоборот.

### Святая земля
Запрет, столь же древний, как и сами Бессмертные, не позволяет им убивать друг друга на Святой земле. Под это понятие подпадают храмы, святилища, монастыри и кладбища любой религии. Даже самый подлый из Бессмертных не нападёт на другого на Святой земле, и потому многие пользуются ей, как убежищем. (Однако в 4-м Горце Джейкоб Келл нарушил это правило, кроме того, присутствовал момент битвы на Святой Земле в Третьем фильме, когда Кейн напал на МакЛауда, в результате у последнего сломался меч).

### Сбор
Однажды необъяснимая тяга соберёт всех Бессмертных в одной точке планеты. К этому времени их должно остаться немного, а новые Бессмертные станут появляться всё реже и, в конце концов, вовсе прекратят рождаться. Сбор — финальный этап Игры. Сбор начался в 80-х годах XX-го века и продлится до тех пор, пока не останется только один Бессмертный.

### Стражи (Наблюдатели)

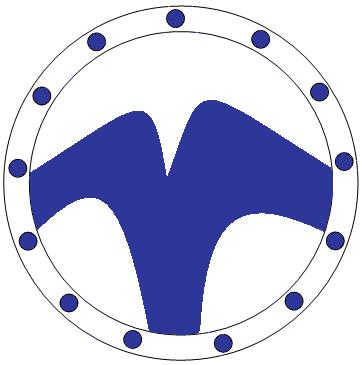
Символ Наблюдателей

Древний орден смертных, следящий за Бессмертными втайне от них и ведущий хроники. Стражи не вмешиваются в дела Бессмертных и действуют очень скрытно. Лишь очень немногие Бессмертные знают об их существовании (Например, Дункан Маклауд, Аманда, Митос, выдающий себя за собственного Наблюдателя). Стражи не пользуются цифровой техникой. Какое-то время существовали также Стражи-отступники под предводительством Хортона. Они считали, что всех Бессмертных нужно стереть с лица земли.

### Прочие факты из вселенной «Горца»
Бессмертные способны чувствовать приближение себе подобных, но это чувство не позволяет определить личность приближающегося Бессмертного — лишь сам факт его присутствия. Каким-то образом Бессмертные чувствуют и потенциальных Бессмертных.
Особое место в сериале занимает судьба, некая предопределённость. Так, зная, как мало на Земле Бессмертных, можно предположить, что сама Судьба свела Ричи Райана с Дунканом МакЛаудом, а Ника Вулфа — с Амандой.
У Бессмертных развита система ученичества. Более старые Бессмертные тренируют молодых и объясняют им правила Игры.
Наиболее распространённое оружие для Бессмертного — меч. Однако случалось, что для отрубания головы использовался, например, топор. Бывало также, что голову отрезал проезжающий мимо поезд или же Бессмертного изрубал на куски винт катера (так произошло с Алексеем Вошиным). Также однажды во 2-м фильме голова бессмертного была отсечена проводом.
Самый древний из известных на момент сериала Бессмертных — пятитысячелетний Митос. Родившись в древнем Египте приблизительно 3000 лет до н. э., Митос прожил 600 лет после своей первой смерти и обретения бессмертия, прежде чем встретил подобных себе. Выяснив некоторые особенности бессмертия у Meнахема, Бессмертного, которого сам Митос считал достаточно древним, он впервые срубил голову другого бессмертного, по имени Иосиф.
Хотя в сериале встречаются и отдельные элементы научной фантастики, особую роль играют колдовство и магия, которыми владеют некоторые Бессмертные (Кассандра, Кейн и др.). Кроме того, иногда в игру вступают потусторонние силы, например, демон Ариман.

## Основные персонажи
киноэкран:
| Персонажи                       | Актёры            |
| ------------------------------- | ----------------- |
| Коннор Маклауд                  | Кристофер Ламберт |
| Хуан Санчес Вилья-Лобос Рамирес | Шон Коннери       |

телесериал:
| Персонажи      | Актёры           |
| -------------- | ---------------- |
| Дункан Маклауд | Эдриан Пол       |
| Ричи Райан     | Стэн Кирш        |
| Митос          | Питер Уингфилд   |
| Аманда         | Элизабет Грейсен |

(Дункан и Митос также принимают участие в двух последних кинофильмах)
Список бессмертных (вселенная Горца)

## Полнометражные фильмы

### Горец
«Highlander» (1986) — «Горец». Первый фильм вселенной, приобретший огромную популярность. В гл. ролях — Кристофер Ламберт и Шон Коннери.
Коннор Маклауд — шотландец, который в 1536 году в 18-летнем возрасте был сражён в битве, но мистическим образом воскрес. Его родной клан не принял его, приняв его за Люцифера, и решил убить, а дядя Ангус вступился за него, и клан решил изгнать Маклауда из деревни. Странствуя по миру, он встретил свою любовь Хетер. Через пять лет после того как его изгнали из деревни, его нашёл Хуан Санчес Вилья-Лобос Рамирес — подданный короля Карла V, который впоследствии стал его учителем, и объяснивший, что он принадлежит к бессмертной расе воинов, которых можно лишить жизни, лишь обезглавив мечом. И то, что его ищет смертельный враг Курган. Рамирес успел научить Маклауда владеть мечом, сражаться за свою жизнь и всегда быть победителем. Вскоре Курган убил Рамиреса и изнасиловал женщину Маклауда — Хетер, которая так и до конца своей жизни не сказала Маклауду, что с ней сделали. В середине Второй мировой войны Маклауд встречает и спасает от смерти маленькую девочку Рэйчал, берёт её к себе. Она потом начинает помогать ему во всём, и в скором времени становится его секретаршей в его маленьком антикварном магазинчике. В 1986 году Коннор встречает Бренду Вайат — эксперта-криминалиста из полиции Нью-Йорка. Между ними вспыхнула любовь.
Сражение между Маклаудом и его вечным врагом Курганом, начавшееся в Шотландии XVI веке, продолжается в современном Нью-Йорке. От исхода этой битвы зависит судьба всех смертных.

### Горец 2: Оживление
«Highlander II: The Quickening» (1991) — «Горец-2».
В гл. ролях — Кристофер Ламберт, Шон Коннери, Вирджиния Мэдсен.
1999 год: с истощением озонового слоя жизнь на земле становится опасной для людей, и Коннор Маклауд возглавляет строительство генератора гигантского энергетического щита для защиты земного шара.
2024 год: использование щита могущественной корпорацией обрекает планету на экологическую катастрофу. Коннор Маклауд ведёт жизнь простого смертного. Но когда Катана — правитель планеты Зейст, прародины всех бессмертных воинов, бросает вызов Горцу, Маклауд вновь обретает свою мистическую силу…

### Горец 3: Последнее измерение
«Highlander III: The Sorcerer (Highlander: The Final Dimension)» — «Горец-3: Встреча» (1994).
В гл. ролях — Кристофер Ламберт, Марио ван Пиблз.
Бессмертный воин Коннор Маклауд вновь вызван на поединок, на этот раз своим самым могущественным врагом, Колдуном Кейном, заточённым под мистической горой в Японии 300 лет назад и достигшим невероятной магической силы.
Ничего не подозревающие археологи освобождают Кейна. Для того, чтобы править миром, колдуну нужна магическая энергия, которую он сможет получить, только убив Горца. Маклауд скрывается в родные горы Шотландии, чтобы подготовиться к решающей битве и выковать новый меч в старинной кузнице.
Он встречает Алекс, учёную из музея Античной Истории. Много лет назад в другой жизни Алекс и Маклауд любили друг друга. Алекс пытается его поддержать, окончательно разгадав мистическое предназначение сражения Горца с Колдуном, которое может положить конец вечной войне за магическую энергию, сверхъестественное могущество и абсолютную власть над миром…

### Горец 4: Конец игры
«Highlander: Endgame» — «Горец: Конец игры» (2000). В гл. ролях — Эдриан Пол, Кристофер Ламберт.
Прошедшие сквозь века двое бессмертных: Коннор и Дункан Маклауды сталкиваются с общим врагом — Джейкобом Келлом, самым могущественным из оставшихся воинов.
На Российском экране премьера состоялась на Первом канале 9 мая 2001 года.

### Горец 5: Источник
«Highlander: The Source» — «Горец: Источник» (2007). В гл. ролях — Эдриан Пол, Питер Уингфилд.
Мир погружается во всеобщий хаос. Бродя по руинам города, Горец — Дункан Маклауд — снова погружается в воспоминания о тех счастливых временах, когда любовь его жизни была рядом. Безучастный ко всему, он собирает команду Бессмертных. Отряд отправляется на поиски Источника Бессмертия.

### «Горец»
20 мая 2008 Hollywood Reporter объявила, что Summit Entertainment планирует создать ремейк оригинального фильма «Горец» 1986 года, сценарий для него будет написан Maркусом и Мэттом Холловэй, в активе которых уже значится работа над фильмом «Железный человек». Продюсером заявлен Питер Дэвис, а режиссёрское кресло займёт Джастин Лин, зарекомендовавший себя в кинопроекте Форсаж 5. По прогнозам Live For Film фильм заявлен в производство под названием «Горец: Расплата», однако оговаривается, что права на преемственность образов вселенной Го́рца ещё не разработаны до конца.

В мартовском интервью 2010 года Нил Х. Мориц, выступающий в роли продюсера нового фильма, заявил, что 
"Мы остаемся верными мифологии телесериала "Горец". Однако есть некоторые несостыковки событий между всеми "историями" Горца, они находятся в противоречии друг с другом, но мы пытаемся остаться верными самому главному, тому, что, как мы полагаем, можно определить как кино для всех поклонников франшизы и для тех, кто плохо знаком со вселенной Горца".
Он также проявил заинтересованность в том, чтобы саундтреком к новому фильму стала композиция группы Queen, написавшей музыку к сериалу.
9 февраля 2011 было объявлено, что Мелисса Розенберг была приглашена «на обсуждение проекта переработки оригинального фильма».
В интервью каналу MTV в мае 2011 Джастин Лин прокомментировал свою работу над фильмом: «Я прямо сейчас чувствую себя готовым к работе, вселенная Горца хорошо прописана, но я всё же должен увидеть, как соединяются вместе все факты, её описывающие». Режиссёрский пост оказался свободным после того, как Джастин Лин сделал выбор в пользу «Форсажа 6» и студии Universal Pictures. Однако августе такого же года Лин покинул пост режиссёра и его заменил испанец Хуан Карлос Фреснадильо.
В июне 2012 года было объявлено о том, что роль Коннора Маклауда сыграет Райан Рейнольдс Ввиду творческих разногласий в ноябре 2012 года Фреснадильо покинул проект. В октябре 2013 года студия Summit Entertainment нашла нового кандидата на пост режиссёра-постановщика в лице Седрика Николаса-Тройана.
21 мая 2021 года стало известно, что Генри Кавилл сыграет главную роль в перезагрузке фильма «Горец», а режиссёром выступит Чад Стахелски.

## Сериалы

### Горец
«Highlander» — «Горец», (1992—1998). В гл. ролях — Эдриан Пол (Дункан Маклауд), Стэн Кирш (Ричи), Питер Уингфилд (Митос), Элизабет Грейсен (Аманда), Филип Акин, Мишель Модо, Питер Хадсон.

### Горец: Ворон
«Highlander: The Raven» — «Горец: Ворон», (1998—1999). В гл. роли Элизабет Грейсен (Аманда). Ответвление основного сериала, созданное специально под полюбившуюся героиню.

## Анимация
- «Highlander: The Animated Series» — мультфильм о персонаже по имени Квентин МакЛауд (1994—1995). Происходит в далёком антиутопийном будущем, после падения метеорита на Землю. Противоречит фильмам в том, что Коннор Маклауд погиб в далёком будущем от меча Бессмертного — тирана.
- «The Methos Chronicles» (2001) — анимированный флеш-сериал для Интернета о Митосе. Гл. героя озвучивал Питер Уингфилд.
- «Highlander: The Search for Vengeance» — мультфильм в стиле аниме о Колине МакЛауде. Премьера состоялась летом 2007. Действие происходит в далёком будущем, в разрушенном Нью-Йорке сталкиваются двое бессмертных. Колину предстоит столкнуться со своим древним врагом Маркусом, который в прошлом убил любимую женщину Колина и чуть не убил его. От их схватки зависит жизнь всех людей Нью-Йорка.
- Также есть русскоязычная новелизация со свободным продолжением, написанная Глебом Киреевым под псевдонимом Кристофер Л. Макнамара.

## Книги
Романы книжной серии вселенной «Горца» полностью вписываются в канонический вариант развития событий франшизы. Сюжетная линия и материалы книг были представлены в телесериале на CD-ROM диске с хроникой Наблюдателей, содержащей обширную базу данных историков жизни Бессмертных.

#### Highlander (новеллизация 1-го кинофильма)
Роман на основе первого фильма о Горце написал английский писатель-фантаст Гарри Килворт. В общей сложности книга представляет собой расширенный вариант фильма и рассказывает в том числе историю Кургана, описывая его первую смерть, обретение Бессмертия, обучение у Бессмертного араба, известного как Бедуин, которого он, в итоге, сам и убивает. В романе также упоминается, как Курган получил свой палаш и подробно рассказывает о дружбе Коннора с африканской Бессмертной Сундой Кэстэджир, представляя ретроспективу их взаимоотношений во время англо-зулусских войн Натала 1879 года и историю о том, как Коннор был взят в плен людьми зулусского вождя Кечвайо, и как Кэстэджир организовала его побег.

##### «Горец» 1-4 Кристофера Лоуренса Макнамары
- Кристофер Лоуренс Макнамара — псевдоним российского писателя Григория Константиновича Панченко для серии новеллизаций к кинофильмам о «Горце».[12]

Книги Макнамары можно считать развернутым повествованием по фильмам Горец-1 и Горец-2, согласно ним, Бессмертные — группа людей, которые нарушили закон и были сосланы со своей планеты. Их разбросало по земле как в пространстве, так и во времени. Они были обречены на бессмертие и должны сражаться друг с другом за право вернуться домой. Вернуться сможет только один, последний. Рамирес и Коннор, по книгам, как и остальные бессмертные были из двух враждующих племен. Роман «Горец-3» описывает два эпизода из сериала о Дункане Маклауде, а «Горец-4» написан в виде памфлета и описывает судьбу Конора Маклауда после событий второй части и его совместных приключениях с Дунканом в средневековой Шотландии.

#### Highlander: The Element of Fire
- «Горец: Элемент Огня» Джейсона Хендерсона — в романе описывается ученический период жизни Дункана, когда он только познакомился с Коннором Маклаудом, повествование ведется вокруг дружбу двух Бессмертных Горцов, растянувшейся на столетия. Однако кровожадный бессмертный пират Хордас клянется убить Горца, он преследует Дункана и Коннора на протяжении сотен лет.

#### Highlander: Scimitar
- «Горец: Ятаган» Эшли Макконнелл — в руки Джо Доусона попадает древний меч, знакомый Дункану, в чьей памяти он пробуждает воспоминания о его участии в арабскому Восстанию в 1916.

#### Highlander: Scotland the Brave
- «Горец: Храбрая Шотландия» Дженнифер Роберсон — вернувшаяся в жизнь Дункана Энни Девлин вновь вовлекает его в борьбу за независимость Ирландии. Но Горец отказывается, помня о своих неудавшихся попытках освободить собственную родину и о вине в истории Скунского камня.

#### Highlander: Measure of a Man
- «Горец: Мера человека» Нэнси Холдер — В 1655 в итальянской Венеции происходит встреча Дункана с Бессмертным Никколо Макиавелли. Горцу удается избежать участия в махинациях Макиавелли, но ему может не повезти при следующей встрече в Северной Америке XX-ого столетия.

#### Highlander: The Path
- «Горец: Путь» Ребекки Нисон — В 1781 Дункан знакомится с Далай-ламой. Вскоре Горец постигает путь к просвещению и миру, но спокойствие и мир наступают ненадолго, в Тибет вторгается Бессмертный Насиредиин.

#### Highlander: Zealot
- «Горец: Фанатик» Донны Леттоу — Дункан вспоминает о событиях Второй Мировой войны, когда Бессмертный Авраам Мордекай боролся с врагами своего народа так же, как он делал это в течение двух тысяч лет. Теперь Горец выбирает между своей честью и дружеским долгом, ведь он должен защитить палестинского дипломата от своего старого друга.

#### Highlander: Shadow of Obsession
- «Горец: Тень мысли» Ребекки Нисон — когда-то Дарий, ещё будучи солдатом, осаждал Рим. Столетия спустя, будучи монахом, Дарий появился в жизни Дункана Маклауда.

#### Highlander: The Captive Soul
- «Горец: Пленённая душа» Джозефы Шерман — три тысячелетия прошли с тех пор, как Митос помог египетским фараонам противостоять гиксосам. Он был шпионом в королевском доме гиксосов, когда встретил Бессмертного — и абсолютно безумного — принца Хьяна. Митос не стал убивать сумасшедшего, ошибка, о которой он пожалел, когда встретился с вернувшимся для битвы со старейшим из Бессмертных Хьяном в Нью-Йорке.

#### Highlander: White Silence
- «Горец: Белая тишина» Джинджер Бьюкенен — Маклауд, Хью Фицкерн и его молодой ученик оказались в ловушке в заснеженном Юконе. Там им предстоит пережить бесконечное количество собственных смертей… .

#### Highlander: An Evening at Joe’s
- «Горец: Вечер с Джо» — антология, собранная из очерков и повестей главных героев телесериала «Горец» (Дункан Маклауд, Аманда, Митос, Джо Доусон, Риччи).

## Комиксы
- Горец (комикс)[13] — цикл комиксов продолжает историю Коннара и Дункана Маклаудов, сюжет частично пересекается с событиями фильмов и телесериала.[14]
- Горец: Путь меча[15] — комикс рассказывает историю поиска Коннором Маклаудом меча его наставника Хуана Санчеса Вилья-Лобоса Рамиреса, который он случайно уронил в море в момент битвы с Курганом. В итоге меч возвращается к нему как раз перед событиями первого фильма.

### Видеоигры
- Highlander: The Last of the MacLeods (1994).
- Highlander: The Game (проект закрыт).